# Jonna Neiiendam
Jonna Neiiendam, född 6 juni 1872 i Köpenhamn, död 7 december 1938, var en dansk skådespelare, dotter till professor Edgar Collin. Från 1902 var hon gift med skådespelaren Nicolai Neiiendam. Hon var mor till skådespelaren Tavs Neiiendam. 
Neiiendam studerade vid Det Kongelige Teaters elevskola och scendebuterade vid teatern 1891. Hon var engagerad vid Dagmarteatret 1892–1898, därefter vid Folketeatret 1899–1900 och Casinoteatret 1900–1902 för att därefter återkomma till Det Kongelige Teater. Hon deltog i Det Kongelige Teaters gästspel i Stockholm 1904.

## Filmografi (urval)
- 1912 – Slægten
- 1933 – Raske piger